# Эритрейские американцы
Эритрейские американцы (англ. Eritrean Americans) — этническая группа американцев, которые имеют полное или частичное эритрейское происхождение. По состоянию на 2015 год, в Америке проживали 39 063 (± 5274)  эритрейских американцев.

## История
В период с 1965 по 1991 гг. примерно 750 000 эритрейцев бежали с Африканского Рога из-за голода, войн и политических беспорядков. Некоторые беженцы отправились в США, причём основная часть из них прибыла в 1980-е. К 2000 году в США проживало около 30 000 эритрейцев, большинство из них были ветеранами войны за независимость Эритреи и улетели именно из-за неё. Большинство из этих эритрейцев отождествляли себя с одной из сторон этого конфликта.

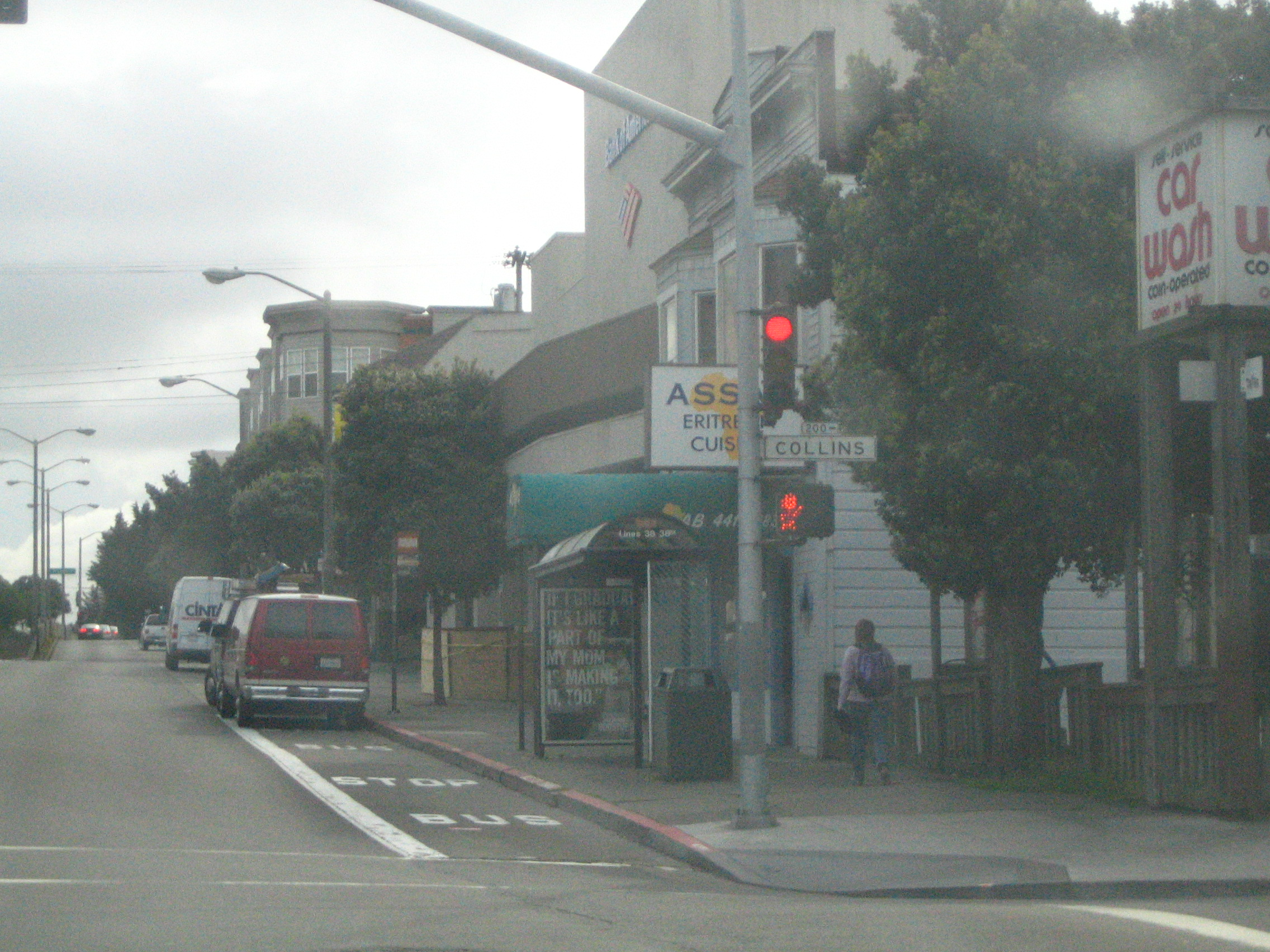
Эритрейский ресторан в Сан-Франциско

С тех пор в эритрейцы в США создали много этнических «анклавов». Несколько таких анклавов было создано в квартале Темескал города Окленд, Калифорния, особенно на Телеграфском проспекте. Квартал имеет несколько ресторанов эфиопской и эритрейской кухни, один из самых известных ресторанов — Asmara (назван по названию столицы Эритреи Асмэры). Если говорить об Окленде, то он стал популярным местом для примерно 20 000 эфиопов и эритрейцев.
Эритрейцы также создают сообщества в неформальных пространствах, отмечая жизненные события, праздники, культуру и язык.

## Эритрейские организации в США

### Эритрейский общественный центр Большого Нью-Йорка
Основано примерно в 1993 году, базируется в боро Бронкс в городе Нью-Йорк. Является научной, благотворительной, религиозной и литературной организацией. Имеет значительную долю поддержки со стороны широкой общественности.

### Эритрейская ассоциация большого Сиэтла
Была основана 3 ноября 1994 года эритрейцами, проживающими в районе районе Пьюджет-Саунд (всего в этом районе проживает около 5000 эритрейцев), и зарегистрирована как некоммерческая общественная организация. Большинство членов ассоциации, если не все, являются беженцами и иммигрантами, приехавшими в Америку. Ныне организация размещается в Сиэтле в старом жилом доме. Общественный центр был куплен коллективными усилиями и ресурсами членов, на тот момент большинство из них были малообеспечёнными. Однако позже организация стала расширяться и преодолевать различные экономические трудности.

### Чикагское эритрейское сообщество
К 2000 году в Чикаго проживало менее 800 эритрейцев. Чикагское эритрейское сообщество начало своё существование с менее чем полдюжины эритрейских студентов, прибывших в 1960-х и начале 1970-х, с переселением беженцев из Эритреи количество членов сообщества значительно выросло. Многие эритрейцы нашли работу водителями такси и парковщиками, другие открыли собственный бизнес, в том числе рестораны, гаражи и автомастерские.
Недоверие, вызванное политическим конфликтом и различиями в социальном опыте, создали проблемы для чикагского сообщества. Ассоциация эритрейского сообщества в Чикаго была создана в 1985 году, чтобы помочь преодолеть эти разногласия. Активна по сей день

### Ассоциация мусульман Эритреи в Северной Америке
Ассоциация мусульман Эритреи в Северной Америке (EMANA) базируется в Вашингтоне (федеральный округ Колумбия). Цели организации — связать эритрейских мусульман во всей Северной Америке, сохранить и передать исламские ценности в сообществе.
Подобными целями занимается Эритрейский мусульманский совет.